# Hrabstwo Adams (Nebraska)

Piramida wieku hrabstwa

Hrabstwo Adams – hrabstwo w USA, w stanie Nebraska, według spisu z 2000 roku liczba ludności wynosiła 31 151. Siedzibą hrabstwa jest Hastings. Nazwa hrabstwa pochodzi od Johna Adamsa, szóstego prezydenta Stanów Zjednoczonych.

## Geografia
Hrabstwo zajmuje łączną powierzchnię 1461 km², z czego 1458 km² to lądy a 3 km² to wody.
Sąsiednie hrabstwa
- hrabstwo Clay – wschód
- hrabstwo Webster – południe
- hrabstwo Kearney – zachód
- hrabstwo Buffalo – północny zachód
- hrabstwo Hall – północ.

## Demografia
Według spisu ludności z 2000, hrabstwo zamieszkuje 31 151 mieszkańców, które tworzą 12 141 gospodarstw domowych oraz 7694 rodzin. Gęstość zaludnienia wynosi 21 os/km². Na terenie hrabstwa jest 13 014 budynków mieszkalnych o częstości występowania wynoszącej 9 budynków/km². Hrabstwo zamieszkuje 94,54% ludności białej, 0,64% ludności czarnej, 0,36% rdzennych mieszkańców Ameryki, 1,60% Azjatów, 0,04% mieszkańców Pacyfiku, 1,99% ludności innej rasy oraz 0,83% ludności wywodzącej się z dwóch lub więcej ras.
Przedział wiekowy populacji hrabstwa kształtuje się następująco: 24,40% osób poniżej 18 roku życia, 11,90% pomiędzy 18 a 24 rokiem życia, 26,20% pomiędzy 25 a 44 rokiem życia, 21,70% pomiędzy 45 a 64 rokiem życia oraz 15,90% osób powyżej 65 roku życia. Średni wiek populacji wynosi 36 lat. Na każde 100 kobiet przypada 96,10 mężczyzn. Na każde 100 kobiet powyżej 18 roku życia przypada 92,80 mężczyzn.
Średni dochód dla gospodarstwa domowego wynosi 37 160 dolarów, a średni dochód dla rodziny wynosi 45 620 dolarów. Mężczyźni osiągają średni dochód w wysokości 29 842 dolarów, a kobiety 21 236 dolarów. Średni dochód na osobę w hrabstwie wynosi 18 308 dolarów. Około 5,50% rodzin oraz 9,30% ludności żyje poniżej minimum socjalnego, z tego 10,40% poniżej 18 roku życia oraz 6,70% powyżej 65 roku życia.

## Miasta
- Hastings

## Wioski
- Ayr
- Holstein
- Juniata
- Kenesaw
- Prosser
- Roseland